# Scott Mechlowicz
Scott David Mechlowicz, född 17 januari 1981, är en amerikansk skådespelare. Han började sin karriär som skådespelare 2003, och mest känd för sina huvudroller i filmerna Eurotrip, Mean Creek, Peacefull Warrior och Gone.

## Biografi
Mechlowicz föddes i New York och uppfostrades i en judisk familj. Hans mor är andningsterapeut. Han växte upp i Texas där han mötte sin flickvän Heather Weeks. Han tog examen från Plano Senior High School 1999 och gick sedan vidare till universitet i Austin, för att studera där en termin. Mechlowicz flyttade sen till Los Angeles i Kalifornien, där han studerade vid UCLA och tog examen 2003.

## Karriär
Efter att 2003 deltagit i en kortfilm, Neverland, gjorde Mechlowicz sin filmdebut i tonårskomedin Eurotrip, som hade premiär den 20 februari 2004. Den mottogs med blandad kritik. Samma år deltog han även i filmen Mean Creek, som hade spelats in 2003, men inte fick premiär förrän den 20 augusti 2004. I filmen, som är ett mörkt tonårsdrama, spelar Mechlowicz den äldsta i en grupp tonåringar. Filmen fick positiva recensioner och Meclowicz mottog en Independent Spirit Award för sitt skådespeleri i filmen.